# Ейми Ейкър
Ейми Луис Ейкър (на английски: Amy Louise Acker; родена на 5 декември 1976 г.) е американска актриса.

## Кариера
Популярна е с ролите си на Уинифред Бъркъл и Илирия в сериала „Ейнджъл“, както и с тази на Кели Пейтън в „Наричана още“. Тя участва и в сериала „Под наблюдение“ (на английски: Person of interest) в периода 2011 – 2016 година, както и в хорър филма от 2011 „Хижа в гората“
През 2015 г. участва в романтичен филм „Романтични страници“, наричана Софи.

## Личен живот
На 25 април 2003 г. се омъжва за актьора Джеймс Карпинело. Двамата имат син – Джаксън Джеймс Карпинело, роден на 22 януари 2005 г., и дъщеря – Ава Грейс, родена на 1 септември 2006 г.